# Don't Walk Away
Singles de Electric Light Orchestra
All Over the World
(1980) Hold on Tight
(1981)
Pistes de Xanadu
The Fall All Over the World
Don't Walk Away est une chanson d'Electric Light Orchestra tirée de l'album Xanadu, bande originale du film du même nom, sorti en 1980. Quatrième et dernier single tiré de l'album, après I'm Alive, Xanadu et All Over the World, elle s'est classée 21e au Royaume-Uni.